# Liste der Biografien/Manl
Liste der Biografien |
Portal Biografien |
Personensuche
# |
A |
B |
C |
D |
E |
F |
G |
H |
I |
J |
K |
L |
M |
N |
O |
P |
Q |
R |
S |
T |
U |
V |
W |
X |
Y |
Z |
?
 
Ma |
Mb |
Mc |
Md |
Me |
Mf |
Mg |
Mh |
Mi |
Mj |
Mk |
Ml |
Mm |
Mn |
Mo |
Mp |
Mq |
Mr |
Ms |
Mt |
Mu |
Mv |
Mw |
Mx |
My |
Mz
 
Maa |
Mab |
Mac |
Mad |
Mae |
Maf |
Mag |
Mah |
Mai |
Maj |
Mak |
Mal |
Mam |
Man |
Mao |
Map |
Maq |
Mar |
Mas |
Mat |
Mau |
Mav |
Maw |
Max |
May |
Maz
 
Mana |
Manb |
Manc |
Mand |
Mane |
Manf |
Mang |
Manh |
Mani |
Manj |
Mank |
Manl |
Mann |
Mano |
Manp |
Manq |
Manr |
Mans |
Mant |
Manu |
Manv |
Manw |
Many |
Manz
Die Liste der Biografien führt alle Personen auf, die in der deutschsprachigen Wikipedia einen Artikel haben. Dieses ist eine Teilliste mit 60 Einträgen von Personen, deren Namen mit den Buchstaben „Manl“ beginnt.

## Manl
- Manl, Johann Martin (1766–1835), Bischof von Speyer und Eichstätt

### Manla
- Manlapaz, Wilfredo (* 1941), philippinischer Geistlicher, emeritierter römisch-katholischer Bischof von Tagum

### Manle
- Manley, Charles (1830–1916), irischer Schauspieler
- Manley, Delarivier († 1724), englische Autorin
- Manley, Dexter, US-amerikanischer Footballspieler
- Manley, Dorothy (1927–2021), britische Sprinterin
- Manley, Edna (1900–1987), jamaikanische Künstlerin
- Manley, Effa († 1981), US-amerikanische Baseballfunktionärin
- Manley, Elizabeth (* 1965), kanadische Eiskunstläuferin
- Manley, Frank (1930–2009), US-amerikanischer Schriftsteller und Hochschullehrer
- Manley, Jake (* 1991), kanadischer Schauspieler
- Manley, Joe (* 1959), US-amerikanischer Boxer im Halbweltergewicht
- Manley, John (* 1950), kanadischer Jurist und Politiker der Liberalen Partei
- Manley, John H. (1907–1990), US-amerikanischer Physiker
- Manley, Katherine (* 1979), britische Opernsängerin im Stimmfach Sopran
- Manley, Marie (1893–1953), US-amerikanische Schauspielerin
- Manley, Marion (1893–1984), US-amerikanische Architektin
- Manley, Michael (1924–1997), jamaikanischer PolitikerMichael Manley (1924–1997)

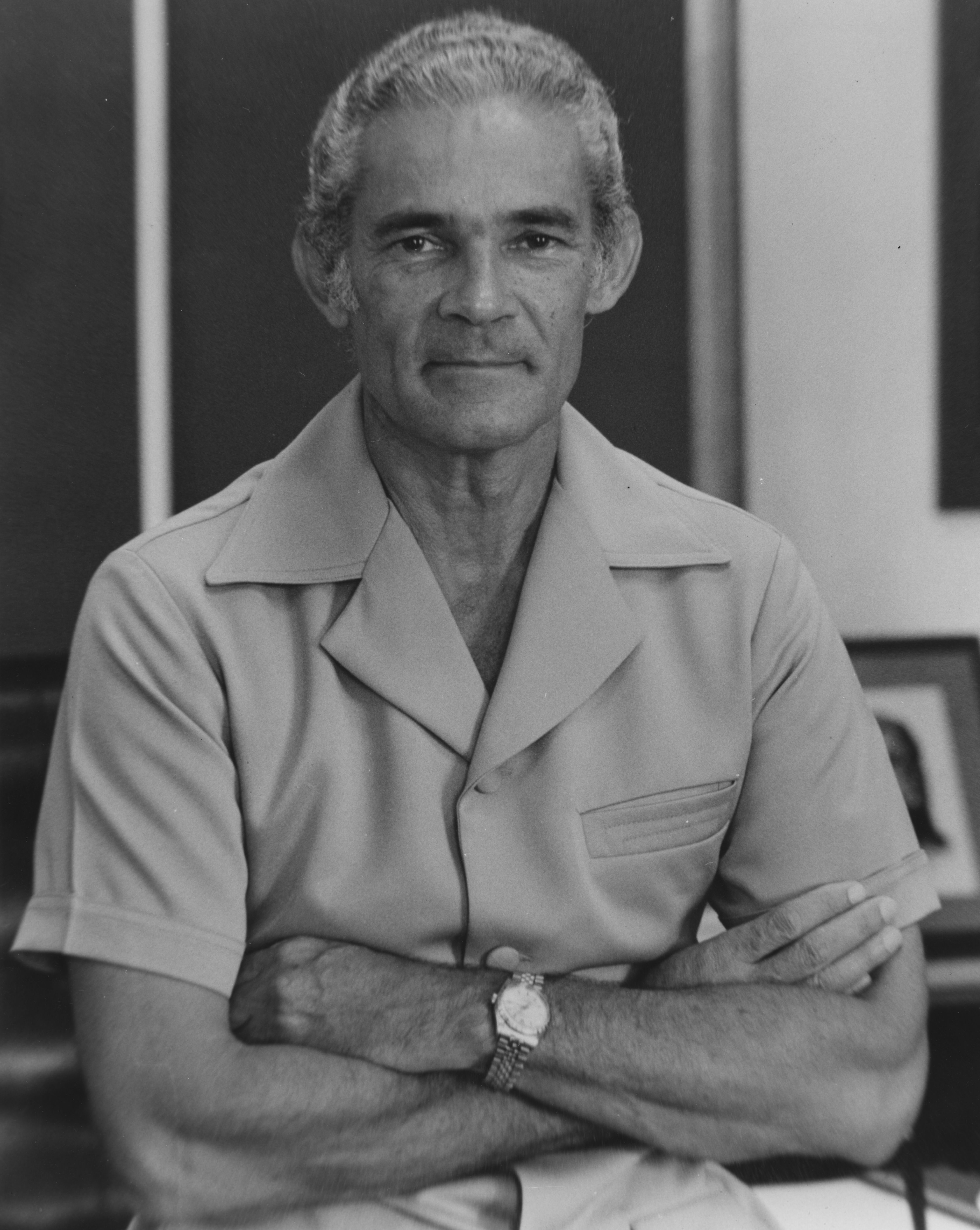
Michael Manley (1924–1997)

- Manley, Mike (* 1942), US-amerikanischer Hindernis- und Marathonläufer
- Manley, Mike (* 1961), US-amerikanischer Comiczeichner
- Manley, Norman Washington (1893–1969), jamaikanischer Politiker
- Manley, Peter (* 1962), englischer Dartspieler
- Manley, Phillipkeith (* 1990), US-amerikanischer American-Football-Spieler und Arena-Football-Spieler
- Manley, Rebecca, Schauspielerin
- Manley, Scott (* 1972), schottischer Astrophysiker
- Manley, Stephen (* 1965), US-amerikanischer Schauspieler und Synchronsprecher
- Manley, Suliana (* 1975), US-amerikanische Biophysikerin
- Manley, Tadhg (1893–1976), irischer Politiker (Fine Gael)

### Manli
- Manlia Scantilla, Gattin des Didius Iulianus
- Manlich, Melchior (1513–1576), Augsburger Kaufmann
- Manlius Acidinus Fulvianus, Lucius, römischer Konsul 179 v. Chr.
- Manlius Acidinus, Lucius, römischer Prokonsul Spaniens (206–199 v. Chr.)
- Manlius Boethius, spätantiker römischer Beamter und Konsul
- Manlius Capitolinus Imperiosus, Gnaeus, römischer Konsul und Zensor
- Manlius Capitolinus, Marcus († 384 v. Chr.), römischer Konsul 392
- Manlius Cincinnatus, Gnaeus († 480 v. Chr.), Politiker der römischen Republik, Konsul 480 v. Chr.
- Manlius Imperiosus Torquatus, Titus, römischer Konsul 347 v. Chr.
- Manlius Torquatus Atticus, Aulus, römischer Zensor 247 v. Chr. sowie Konsul 244 und 241 v. Chr.
- Manlius Torquatus, Aulus, römischer Konsul 164 v. Chr.
- Manlius Torquatus, Lucius, römischer Politiker, Konsul 65 v. Chr.
- Manlius Torquatus, Titus, römischer Konsul 165 v. Chr.
- Manlius Torquatus, Titus († 299 v. Chr.), römischer Konsul 299 v. Chr.
- Manlius Torquatus, Titus († 202 v. Chr.), römischer Konsul 235 und 224 v. Chr.
- Manlius Valens, Gaius († 96), römischer Konsul 96
- Manlius Vulso Capitolinus, Quintus, römischer Konsulartribun 396 v. Chr.
- Manlius Vulso, Aulus, römischer Konsul 178 v. Chr.
- Manlius Vulso, Aulus, römischer Konsul 474 v. Chr., Decemvir 451 v. Chr.
- Manlius Vulso, Gnaeus, römischer Politiker, Konsul 189 v. Chr.
- Manlius Vulso, Lucius, römischer Prätor 197 v. Chr.
- Manlius Vulso, Lucius, römischer Prätor 218 v. Chr.
- Manlius Vulso, Marcus, römischer Konsulartribun 420 v. Chr.
- Manlius Vulso, Publius, römischer Konsulartribun 400 v. Chr.
- Manlius Vulso, Publius, römischer Prätor 210 v. Chr.
- Manlius, Gaius († 62 v. Chr.), römischer Angehöriger der Catilinarischen Verschwörung
- Manlius, Joannes, Wanderbuchdrucker der frühen Neuzeit
- Manlius, Quintus, Tresviri capitalis, Volkstribun

### Manlo
- Manlove, Joe J. (1876–1956), US-amerikanischer Politiker

### Manly
- Manly, Alexandra (* 1996), australische Radsportlerin
- Manly, Charles (1795–1871), US-amerikanischer Politiker, Gouverneur von North Carolina
- Manly, Charles M. (1876–1927), US-amerikanischer Ingenieur und Flugpionier